# De Moraes (Mondkrater)
De Moraes ist ein Einschlagkrater auf der Mondrückseite.
Der Krater De Moraes liegt im Norden der erdabgewandten Seite, auf halbem Wege zwischen den größeren Kratern Campbell und Von Békésy, südwestlich von Van Rhijn.
Der Krater ist von späteren Einschlägen gezeichnet, besonders auffällig sind zwei Einschläge im Nordosten und Nordwesten des Kraterwalls. Die Entstehungszeit des Kraters fällt in die nektarische Periode.
De Moraes hat zwei Nebenkrater:
| Buchstabe | Position            | Durchmesser | Link |
| --------- | ------------------- | ----------- | ---- |
| S         | 48,75° N, 140,48° O | 43 km       |      |
| T         | 49,13° N, 139,22° O | 47 km       |      |

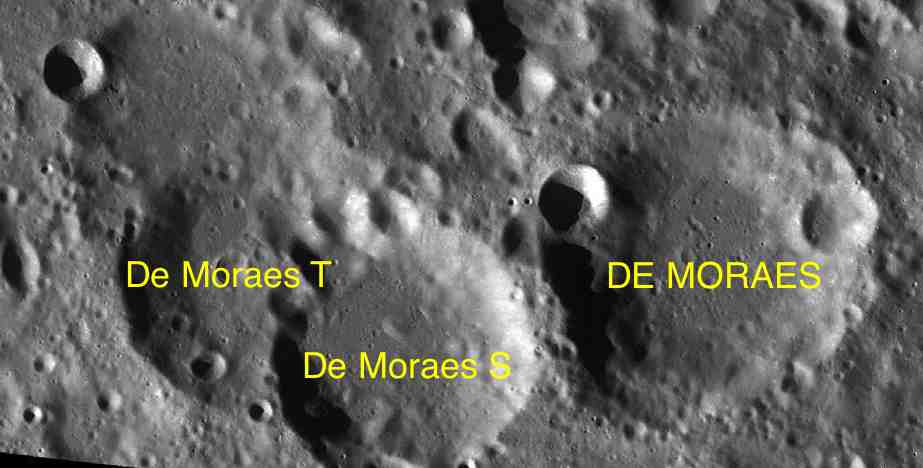
De Moraes und seine Nebenkrater

Der Krater wurde 1979 von der IAU offiziell nach dem brasilianischen Astronomen Abrahão de Moraes benannt.